# آوسارلو
آوسارلو (به لاتین: Avsarlu) یک منطقه مسکونی در ارمنستان است که در استان سیونیک واقع شده است.